# Eusarcana
Eusarcana é um gênero de euriptérido, um grupo extinto de artrópodes aquáticos. Fósseis de Eusarcana foram descobertos em depósitos que variam em idade do Siluriano Inferior ao Devoniano Inferior. Classificado como parte da família  Carcinosomatidae, o gênero contém três espécies, Eusarcana acrocephalus, Eusarcana obesus e Eusarcana scorpionis, do Siluriano-Devoniano da Escócia, da República Tcheca e dos Estados Unidos, respectivamente.
Eusarcana é conhecido por suas proporções e características ímpares; o abdômen largo, a cauda fina e longa, os apêndices de locomoção espinhosos e voltados para a frente e o espigão caudal afiado e curvo o diferenciam da maioria dos outros euriptéridos, mas são compartilhados com outros euriptéridos carcinossomatídeos. A carapaça triangular e os olhos posicionados de forma estranha e voltados para a frente diferenciam ainda mais o gênero de seus parentes mais próximos. Com 80 centímetros de comprimento, Eusarcana scorpionis representa uma espécie moderadamente grande de euriptérido e excedia em muito outros representantes do gênero em tamanho, como Eusarcana obesus, com 4 cm de comprimento.
Originalmente descrito sob o nome Eusarcus [en], este nome estava pré-ocupado por um gênero de opiliões vivos da família Gonyleptidae. Após a descoberta deste homônimo, o gênero também foi erroneamente reconhecido como sinônimo do aparentado  Carcinosoma e só recebeu nomes de substituição para o nome mais antigo décadas após a descoberta do erro, primeiro como Eusarcana em 1942 e mais tarde como Paracarcinosoma (presumivelmente nomeado sem o conhecimento do nome de substituição anterior) em 1964.

## Descrição

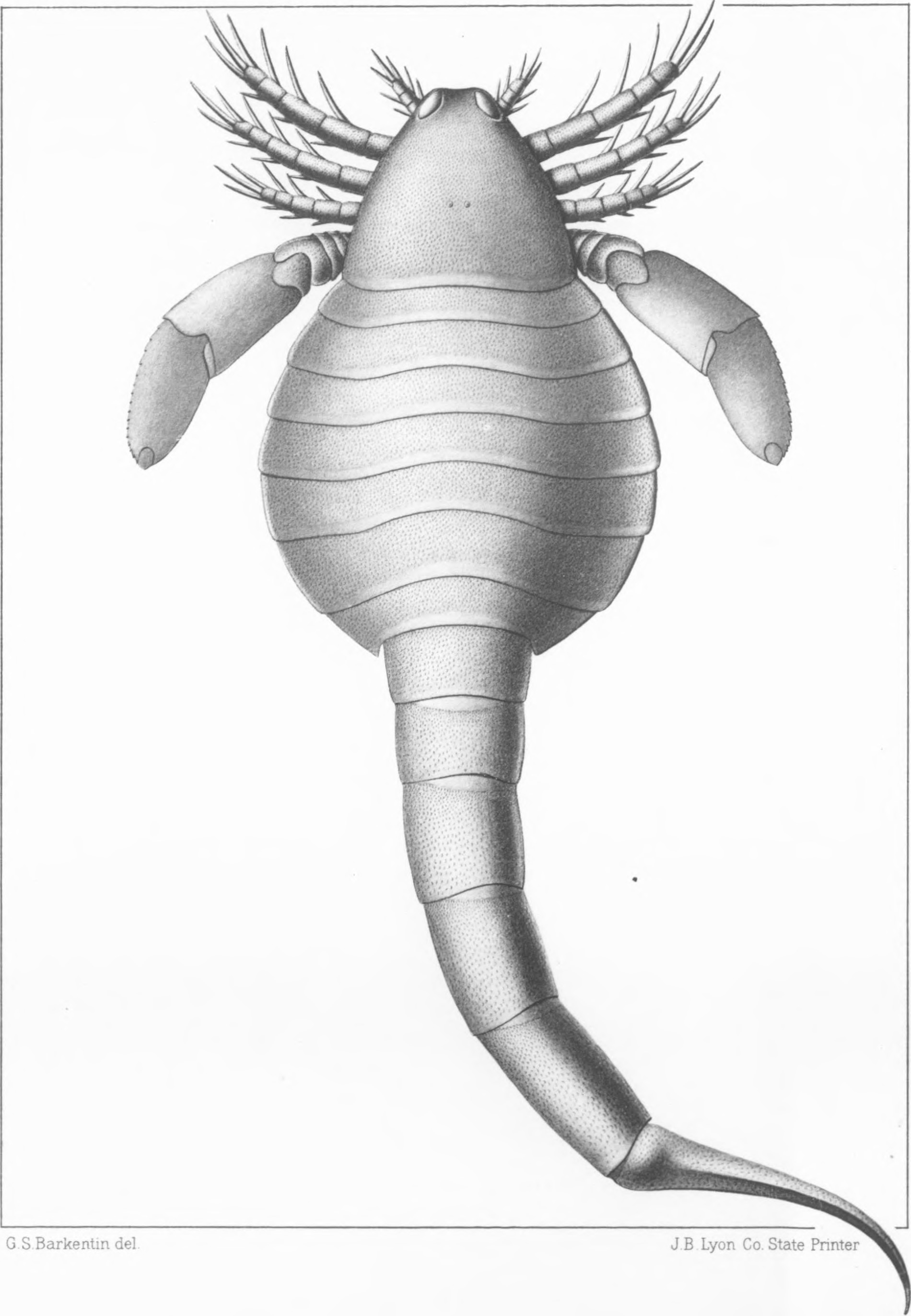
Reconstrução de Eusarcana scorpionis em 1912

Eusarcana pode ser diferenciado de outros euriptéridos pela borda consideravelmente estreita entre o prossoma (cabeça) e o opistossoma (abdômen), que é particularmente fina considerando a subsequente forma de elipse larga e grande do abdômen. O pós-abdômen (ou cauda) também se estreita rapidamente a partir dos segmentos anteriores. Outras características distintivas do gênero incluem o fato de a carapaça (segmento que cobre a cabeça) ter uma forma claramente triangular, com os olhos posicionados na sua borda e voltados para a frente, o fato de todas as pernas de locomoção possuírem espinhos e diminuírem de comprimento quanto mais para trás estivessem posicionadas, bem como o telson (a divisão mais posterior do corpo) de formato cilíndrico e afiado.
Em comparação com muitos outros euriptéridos, Eusarcana era um animal bastante grande, com a maior espécie (também a espécie-tipo) Eusarcana scorpionis atingindo comprimentos de 80 cm. Em comparação, a espécie Eusarcana obesus era significativamente menor, com o maior espécime medindo apenas 4 cm de comprimento.
A aparência de Eusarcana é um tanto estranha em comparação com outros euriptéridos, não apenas em sua forma e proporções gerais, mas também no fato de a superfície de seu exoesqueleto ser coberta por uma pequena ornamentação semelhante a escamas de formato circular, aglomeradas e de tamanho pequeno, o que o diferencia de outros euriptéridos nos quais tal ornamentação é geralmente triangular. No geral, Eusarcana é principalmente semelhante em aparência a outros euriptéridos carcinossomatídeos, particularmente  Carcinosoma, que compartilha seus olhos posicionados para a frente, e é definido principalmente pelo pequeno grau de espinhos em seu segundo a quinto par de apêndices e seu telson curvo.

## História da pesquisa

### Descrição original e descobertas subsequentes

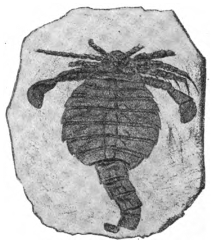
Ilustração do espécime-tipo de Eusarcana obesus

Eusarcana foi descrito pela primeira vez como "Eusarcus" pelos geólogos americanos August R. Grote e William Henry Pitt com base em fósseis recuperados do Buffalo Waterlime, de idade Pridoliana, do estado de Nova Iorque. Este nome deriva do grego antigo εὖ (eu-), que significa "verdadeiro", e σάρξ (sarx), que significa "carne", significando "carne verdadeira". A espécie-tipo designada foi Eusarcana scorpionis. Embora Grote e Pitt não tenham fornecido uma diagnose genérica para o gênero, a espécie foi bem diagnosticada com uma série de caracteres distintos. Além disso, o gênero de Grote e Pitt parecia basear-se apenas em contornos e forma, o que levou alguns pesquisadores, como o proeminente geólogo inglês Henry Woodward, a considerar o gênero como carente de caracteres genéricos e, como tal, inválido, referindo E. scorpionis a Eurypterus com base no fato de que várias espécies britânicas de Eurypterus, notavelmente Eurypterus scorpiodes e Eurypterus punctatus (hoje reconhecidas como espécies de Carcinosoma), eram semelhantes em forma.
Desconhecido para Grote e Pitt, Eusarcus [en]já havia sido nomeado como um gênero de opiliões laniatores [en] existentes (atualmente vivos) da família Gonyleptidae, em 1833 e, como tal, constituía um nome pré-ocupado. A natureza pré-ocupada do nome não foi imediatamente reconhecida, e ele continuou a ser usado para espécies de euriptéridos descritos no final do século XIX e início do século XX.
Em 1912, os paleontólogos americanos John Mason Clarke [en] e Rudolf Ruedemann [en] declararam que as diferenças entre Eusarcus e todas as formas aparentadas de euriptéridos eram tão grandes que era "totalmente evidente" que Eusarcus era distinto de outros euriptéridos. Eles referiram a espécie escocesa Eurypterus obesus do Wenlockiano (descrita pelo geólogo inglês Henry Woodward em 1868) ao gênero, juntamente com a espécie tcheca Eusarcana acrocephalus do Pridoliano-Lochkoviano (descrita pelo paleontólogo austríaco Max Semper em 1898), com base em ambos possuírem carapaças triangulares semelhantes a Eusarcana scorpionis, bem como um pós-abdômen que se estreitava abruptamente. Além disso, Clarke e Ruedemann concluíram que Eusarcus era suficientemente semelhante ao aparentado Carcinosoma para ser designado como sinônimo dele. Como Eusarcus havia sido nomeado antes de Carcinosoma, as leis taxonômicas de prioridade ditavam que Eusarcus seria o nome do táxon.
Eusarcana acrocephalus pode ser distinguido das outras duas espécies pelos lados laterais fortemente recurvados de sua carapaça, o mesossoma oval e o primeiro segmento do metassoma sendo largo e curto para o gênero. O holótipo de E. acrocephalus, UW 1906/V/2, descoberto na formação Požáry da República Tcheca, é composto pela carapaça e um abdômen parcial, porções do qual foram quebradas durante bombardeios em Praga durante a Segunda Guerra Mundial, durante os quais o Museu Nacional de Praga foi danificado.
A obesidade dos segmentos opistossomais (abdominais) em Eusarcana obesus é sua característica mais notável (e é também o que dá o nome à espécie), o quarto segmento é tão largo quanto os primeiros oito segmentos combinados são longos. A superfície do exoesqueleto da carapaça e dos segmentos é fina e aparentemente não possui ornamentação. Em 2014, o paleontólogo americano James Lamsdell sugeriu que E. obesus pode representar um juvenil do aparentado e contemporâneo Carcinosoma scorpioides. Ao contrário de outras espécies de Eusarcana, Eusarcana obesus não parece possuir espinhos em seus apêndices.

### Reconhecimento como nome pré-ocupado
Foi somente em 1934, 59 anos após sua descrição original, que Eusarcus foi reconhecido como um nome pré-ocupado por um opilião. O geólogo norueguês Leif Størmer propôs que o nome do táxon deveria ser o próximo nome válido mais antigo disponível para o gênero, Carcinosoma. Durante a preparação de seu artigo sobre o assunto, Størmer também discutiu a situação com o colega pesquisador norueguês Embrik Strand, que ajudou a confirmar que Carcinosoma não estava pré-ocupado.
Strand subsequentemente proporia o nome de substituição Eusarcana em 1942, apesar de o problema ter sido tratado por Størmer. As razões para propor o nome durante as circunstâncias da época permanecem desconhecidas, mas pesquisadores contemporâneos que criticavam Strand por seus estudos em sistemática e um aparente desejo de nomear o maior número possível de táxons podem explicar a situação de alguma forma. Como foi visto como completamente desnecessário na época, Eusarcana de Strand foi esquecido e nem mesmo mencionado em estudos subsequentes de euriptéridos. Strand também era notório por aplicar novos nomes de espécies a fósseis incompletos ou mal preservados.
Em 1964, os paleontólogos americanos Kenneth Edward Caster e Erik N. Kjellesvig-Waering reconheceram Eusarcus e Carcinosoma como gêneros distintos ao revisar a superfamília Carcinosomatoidea, e cunharam o nome de substituição Paracarcinosoma para designar as espécies anteriormente atribuídas a Eusarcus. Eusarcana scorpionis foi designada a espécie-tipo. Caster e Kjellesvig-Waering não fizeram menção a Embrik Strand ou Eusarcana, e provavelmente não estavam cientes da existência do nome anterior. Com Eusarcana praticamente esquecido, todos os pesquisadores subsequentes usaram Paracarcinosoma para o gênero.
Em 2012, os paleontólogos americanos Jason A. Dunlop e James Lamsdell notaram que, embora o nome Eusarcana tivesse sido completamente desnecessário (e de validade questionável, já que Strand não designou uma espécie-tipo) na época de sua criação, ele é o nome válido mais antigo disponível para o táxon e, como tal, deve constituir seu nome sob as regras de prioridade, apesar de Paracarcinosoma ser mais amplamente utilizado. Assim, Paracarcinosoma foi designado como um sinônimo júnior, com todas as três espécies a ele atribuídas sendo transferidas para Eusarcana.

## Classificação

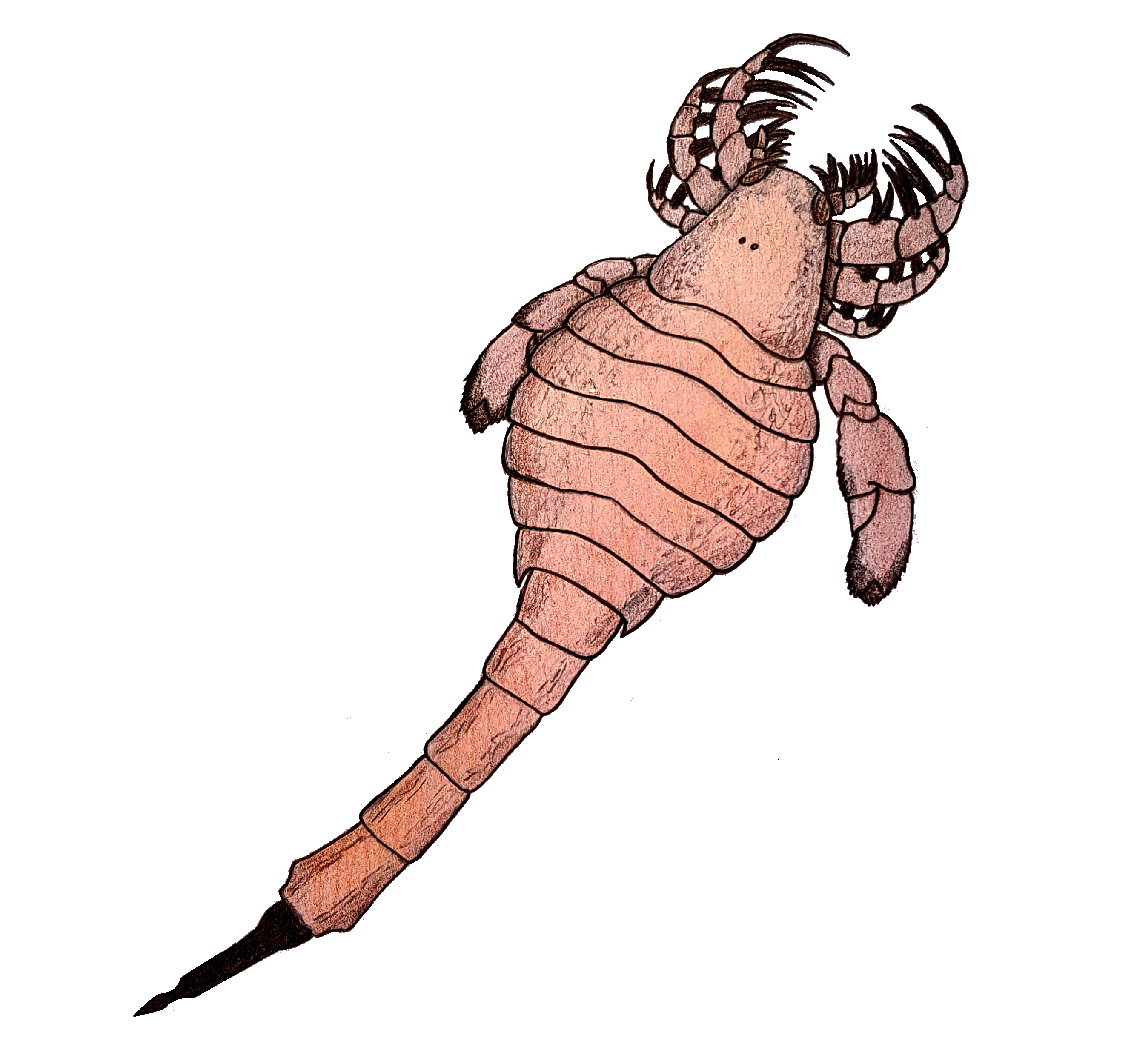
Restauração do en, uma espécie relacionada ao carcinosomatídeo

Eusarcana é classificado como parte da família  Carcinosomatidae, uma família dentro da superfamília  Carcinosomatoidea, ao lado dos gêneros Carcinosoma, Eocarcinosoma,  Rhinocarcinosoma e possivelmente Holmipterus. O cladograma abaixo é adaptado de um cladograma maior (simplificado para exibir apenas a Carcinosomatoidea) em um estudo de 2007 pelo pesquisador de euriptéridos O. Erik Tetlie, por sua vez baseado em resultados de várias análises filogenéticas sobre euriptéridos conduzidas entre 2004 e 2007. O segundo cladograma abaixo é simplificado de um estudo de Lamsdell et al. (2015).
|  | Eusarcana scorpionis       |
|  |                            |
|  | Rhinocarcinosoma vaningeni |
|  |                            |

|  | Mixopterus multispinosus                                                   |
|  |                                                                            |
|  | \| \| Mixopterus simonsoni \| \| \| \| \| \| Mixopterus kiaeri \| \| \| \| |
|  |                                                                            |
|  | Mixopterus simonsoni                                                       |
|  |                                                                            |
|  | Mixopterus kiaeri                                                          |
|  |                                                                            |

|  | Mixopterus simonsoni |
|  |                      |
|  | Mixopterus kiaeri    |
|  |                      |

|  | Mixopterus multispinosus                                                   |
|  |                                                                            |
|  | \| \| Mixopterus simonsoni \| \| \| \| \| \| Mixopterus kiaeri \| \| \| \| |
|  |                                                                            |
|  | Mixopterus simonsoni                                                       |
|  |                                                                            |
|  | Mixopterus kiaeri                                                          |
|  |                                                                            |

|  | Mixopterus simonsoni |
|  |                      |
|  | Mixopterus kiaeri    |
|  |                      |

|  | Eusarcana scorpionis       |
|  |                            |
|  | Rhinocarcinosoma vaningeni |
|  |                            |

|  | Mixopterus multispinosus                                                   |
|  |                                                                            |
|  | \| \| Mixopterus simonsoni \| \| \| \| \| \| Mixopterus kiaeri \| \| \| \| |
|  |                                                                            |
|  | Mixopterus simonsoni                                                       |
|  |                                                                            |
|  | Mixopterus kiaeri                                                          |
|  |                                                                            |

|  | Mixopterus simonsoni |
|  |                      |
|  | Mixopterus kiaeri    |
|  |                      |

|  | Mixopterus multispinosus                                                   |
|  |                                                                            |
|  | \| \| Mixopterus simonsoni \| \| \| \| \| \| Mixopterus kiaeri \| \| \| \| |
|  |                                                                            |
|  | Mixopterus simonsoni                                                       |
|  |                                                                            |
|  | Mixopterus kiaeri                                                          |
|  |                                                                            |

|  | Mixopterus simonsoni |
|  |                      |
|  | Mixopterus kiaeri    |
|  |                      |

|  | Eusarcana scorpionis       |
|  |                            |
|  | Rhinocarcinosoma vaningeni |
|  |                            |

|  | Mixopterus multispinosus                                                   |
|  |                                                                            |
|  | \| \| Mixopterus simonsoni \| \| \| \| \| \| Mixopterus kiaeri \| \| \| \| |
|  |                                                                            |
|  | Mixopterus simonsoni                                                       |
|  |                                                                            |
|  | Mixopterus kiaeri                                                          |
|  |                                                                            |

|  | Mixopterus simonsoni |
|  |                      |
|  | Mixopterus kiaeri    |
|  |                      |

|  | Mixopterus multispinosus                                                   |
|  |                                                                            |
|  | \| \| Mixopterus simonsoni \| \| \| \| \| \| Mixopterus kiaeri \| \| \| \| |
|  |                                                                            |
|  | Mixopterus simonsoni                                                       |
|  |                                                                            |
|  | Mixopterus kiaeri                                                          |
|  |                                                                            |

|  | Mixopterus simonsoni |
|  |                      |
|  | Mixopterus kiaeri    |
|  |                      |

|  | Eusarcana scorpionis       |
|  |                            |
|  | Rhinocarcinosoma vaningeni |
|  |                            |

|  | Mixopterus multispinosus                                                   |
|  |                                                                            |
|  | \| \| Mixopterus simonsoni \| \| \| \| \| \| Mixopterus kiaeri \| \| \| \| |
|  |                                                                            |
|  | Mixopterus simonsoni                                                       |
|  |                                                                            |
|  | Mixopterus kiaeri                                                          |
|  |                                                                            |

|  | Mixopterus simonsoni |
|  |                      |
|  | Mixopterus kiaeri    |
|  |                      |

|  | Mixopterus multispinosus                                                   |
|  |                                                                            |
|  | \| \| Mixopterus simonsoni \| \| \| \| \| \| Mixopterus kiaeri \| \| \| \| |
|  |                                                                            |
|  | Mixopterus simonsoni                                                       |
|  |                                                                            |
|  | Mixopterus kiaeri                                                          |
|  |                                                                            |

|  | Mixopterus simonsoni |
|  |                      |
|  | Mixopterus kiaeri    |
|  |                      |

|  | Eusarcana scorpionis       |
|  |                            |
|  | Rhinocarcinosoma vaningeni |
|  |                            |

|  | Mixopterus multispinosus                                                   |
|  |                                                                            |
|  | \| \| Mixopterus simonsoni \| \| \| \| \| \| Mixopterus kiaeri \| \| \| \| |
|  |                                                                            |
|  | Mixopterus simonsoni                                                       |
|  |                                                                            |
|  | Mixopterus kiaeri                                                          |
|  |                                                                            |

|  | Mixopterus simonsoni |
|  |                      |
|  | Mixopterus kiaeri    |
|  |                      |

|  | Mixopterus multispinosus                                                   |
|  |                                                                            |
|  | \| \| Mixopterus simonsoni \| \| \| \| \| \| Mixopterus kiaeri \| \| \| \| |
|  |                                                                            |
|  | Mixopterus simonsoni                                                       |
|  |                                                                            |
|  | Mixopterus kiaeri                                                          |
|  |                                                                            |

|  | Mixopterus simonsoni |
|  |                      |
|  | Mixopterus kiaeri    |
|  |                      |

|  | Eusarcana scorpionis       |
|  |                            |
|  | Rhinocarcinosoma vaningeni |
|  |                            |

|  | Mixopterus multispinosus                                                   |
|  |                                                                            |
|  | \| \| Mixopterus simonsoni \| \| \| \| \| \| Mixopterus kiaeri \| \| \| \| |
|  |                                                                            |
|  | Mixopterus simonsoni                                                       |
|  |                                                                            |
|  | Mixopterus kiaeri                                                          |
|  |                                                                            |

|  | Mixopterus simonsoni |
|  |                      |
|  | Mixopterus kiaeri    |
|  |                      |

|  | Mixopterus multispinosus                                                   |
|  |                                                                            |
|  | \| \| Mixopterus simonsoni \| \| \| \| \| \| Mixopterus kiaeri \| \| \| \| |
|  |                                                                            |
|  | Mixopterus simonsoni                                                       |
|  |                                                                            |
|  | Mixopterus kiaeri                                                          |
|  |                                                                            |

|  | Mixopterus simonsoni |
|  |                      |
|  | Mixopterus kiaeri    |
|  |                      |

|  | Eusarcana scorpionis       |
|  |                            |
|  | Rhinocarcinosoma vaningeni |
|  |                            |

|  | Mixopterus multispinosus                                                   |
|  |                                                                            |
|  | \| \| Mixopterus simonsoni \| \| \| \| \| \| Mixopterus kiaeri \| \| \| \| |
|  |                                                                            |
|  | Mixopterus simonsoni                                                       |
|  |                                                                            |
|  | Mixopterus kiaeri                                                          |
|  |                                                                            |

|  | Mixopterus simonsoni |
|  |                      |
|  | Mixopterus kiaeri    |
|  |                      |

|  | Mixopterus multispinosus                                                   |
|  |                                                                            |
|  | \| \| Mixopterus simonsoni \| \| \| \| \| \| Mixopterus kiaeri \| \| \| \| |
|  |                                                                            |
|  | Mixopterus simonsoni                                                       |
|  |                                                                            |
|  | Mixopterus kiaeri                                                          |
|  |                                                                            |

|  | Mixopterus simonsoni |
|  |                      |
|  | Mixopterus kiaeri    |
|  |                      |

|  | Eusarcana scorpionis       |
|  |                            |
|  | Rhinocarcinosoma vaningeni |
|  |                            |

|  | Mixopterus multispinosus                                                   |
|  |                                                                            |
|  | \| \| Mixopterus simonsoni \| \| \| \| \| \| Mixopterus kiaeri \| \| \| \| |
|  |                                                                            |
|  | Mixopterus simonsoni                                                       |
|  |                                                                            |
|  | Mixopterus kiaeri                                                          |
|  |                                                                            |

|  | Mixopterus simonsoni |
|  |                      |
|  | Mixopterus kiaeri    |
|  |                      |

|  | Mixopterus multispinosus                                                   |
|  |                                                                            |
|  | \| \| Mixopterus simonsoni \| \| \| \| \| \| Mixopterus kiaeri \| \| \| \| |
|  |                                                                            |
|  | Mixopterus simonsoni                                                       |
|  |                                                                            |
|  | Mixopterus kiaeri                                                          |
|  |                                                                            |

|  | Mixopterus simonsoni |
|  |                      |
|  | Mixopterus kiaeri    |
|  |                      |

|  | Eusarcana scorpionis       |
|  |                            |
|  | Rhinocarcinosoma vaningeni |
|  |                            |

|  | Mixopterus multispinosus                                                   |
|  |                                                                            |
|  | \| \| Mixopterus simonsoni \| \| \| \| \| \| Mixopterus kiaeri \| \| \| \| |
|  |                                                                            |
|  | Mixopterus simonsoni                                                       |
|  |                                                                            |
|  | Mixopterus kiaeri                                                          |
|  |                                                                            |

|  | Mixopterus simonsoni |
|  |                      |
|  | Mixopterus kiaeri    |
|  |                      |

|  | Mixopterus multispinosus                                                   |
|  |                                                                            |
|  | \| \| Mixopterus simonsoni \| \| \| \| \| \| Mixopterus kiaeri \| \| \| \| |
|  |                                                                            |
|  | Mixopterus simonsoni                                                       |
|  |                                                                            |
|  | Mixopterus kiaeri                                                          |
|  |                                                                            |

|  | Mixopterus simonsoni |
|  |                      |
|  | Mixopterus kiaeri    |
|  |                      |

|  | Eusarcana scorpionis       |
|  |                            |
|  | Rhinocarcinosoma vaningeni |
|  |                            |

|  | Mixopterus multispinosus                                                   |
|  |                                                                            |
|  | \| \| Mixopterus simonsoni \| \| \| \| \| \| Mixopterus kiaeri \| \| \| \| |
|  |                                                                            |
|  | Mixopterus simonsoni                                                       |
|  |                                                                            |
|  | Mixopterus kiaeri                                                          |
|  |                                                                            |

|  | Mixopterus simonsoni |
|  |                      |
|  | Mixopterus kiaeri    |
|  |                      |

|  | Mixopterus multispinosus                                                   |
|  |                                                                            |
|  | \| \| Mixopterus simonsoni \| \| \| \| \| \| Mixopterus kiaeri \| \| \| \| |
|  |                                                                            |
|  | Mixopterus simonsoni                                                       |
|  |                                                                            |
|  | Mixopterus kiaeri                                                          |
|  |                                                                            |

|  | Mixopterus simonsoni |
|  |                      |
|  | Mixopterus kiaeri    |
|  |                      |

|  | Eusarcana scorpionis       |
|  |                            |
|  | Rhinocarcinosoma vaningeni |
|  |                            |

|  | Mixopterus multispinosus                                                   |
|  |                                                                            |
|  | \| \| Mixopterus simonsoni \| \| \| \| \| \| Mixopterus kiaeri \| \| \| \| |
|  |                                                                            |
|  | Mixopterus simonsoni                                                       |
|  |                                                                            |
|  | Mixopterus kiaeri                                                          |
|  |                                                                            |

|  | Mixopterus simonsoni |
|  |                      |
|  | Mixopterus kiaeri    |
|  |                      |

|  | Mixopterus multispinosus                                                   |
|  |                                                                            |
|  | \| \| Mixopterus simonsoni \| \| \| \| \| \| Mixopterus kiaeri \| \| \| \| |
|  |                                                                            |
|  | Mixopterus simonsoni                                                       |
|  |                                                                            |
|  | Mixopterus kiaeri                                                          |
|  |                                                                            |

|  | Mixopterus simonsoni |
|  |                      |
|  | Mixopterus kiaeri    |
|  |                      |

|  | Eusarcana scorpionis       |
|  |                            |
|  | Rhinocarcinosoma vaningeni |
|  |                            |

|  | Mixopterus multispinosus                                                   |
|  |                                                                            |
|  | \| \| Mixopterus simonsoni \| \| \| \| \| \| Mixopterus kiaeri \| \| \| \| |
|  |                                                                            |
|  | Mixopterus simonsoni                                                       |
|  |                                                                            |
|  | Mixopterus kiaeri                                                          |
|  |                                                                            |

|  | Mixopterus simonsoni |
|  |                      |
|  | Mixopterus kiaeri    |
|  |                      |

|  | Mixopterus multispinosus                                                   |
|  |                                                                            |
|  | \| \| Mixopterus simonsoni \| \| \| \| \| \| Mixopterus kiaeri \| \| \| \| |
|  |                                                                            |
|  | Mixopterus simonsoni                                                       |
|  |                                                                            |
|  | Mixopterus kiaeri                                                          |
|  |                                                                            |

|  | Mixopterus simonsoni |
|  |                      |
|  | Mixopterus kiaeri    |
|  |                      |

|  | Eusarcana scorpionis       |
|  |                            |
|  | Rhinocarcinosoma vaningeni |
|  |                            |

|  | Mixopterus multispinosus                                                   |
|  |                                                                            |
|  | \| \| Mixopterus simonsoni \| \| \| \| \| \| Mixopterus kiaeri \| \| \| \| |
|  |                                                                            |
|  | Mixopterus simonsoni                                                       |
|  |                                                                            |
|  | Mixopterus kiaeri                                                          |
|  |                                                                            |

|  | Mixopterus simonsoni |
|  |                      |
|  | Mixopterus kiaeri    |
|  |                      |

|  | Mixopterus multispinosus                                                   |
|  |                                                                            |
|  | \| \| Mixopterus simonsoni \| \| \| \| \| \| Mixopterus kiaeri \| \| \| \| |
|  |                                                                            |
|  | Mixopterus simonsoni                                                       |
|  |                                                                            |
|  | Mixopterus kiaeri                                                          |
|  |                                                                            |

|  | Mixopterus simonsoni |
|  |                      |
|  | Mixopterus kiaeri    |
|  |                      |

|  | Eusarcana scorpionis       |
|  |                            |
|  | Rhinocarcinosoma vaningeni |
|  |                            |

|  | Mixopterus multispinosus                                                   |
|  |                                                                            |
|  | \| \| Mixopterus simonsoni \| \| \| \| \| \| Mixopterus kiaeri \| \| \| \| |
|  |                                                                            |
|  | Mixopterus simonsoni                                                       |
|  |                                                                            |
|  | Mixopterus kiaeri                                                          |
|  |                                                                            |

|  | Mixopterus simonsoni |
|  |                      |
|  | Mixopterus kiaeri    |
|  |                      |

|  | Mixopterus multispinosus                                                   |
|  |                                                                            |
|  | \| \| Mixopterus simonsoni \| \| \| \| \| \| Mixopterus kiaeri \| \| \| \| |
|  |                                                                            |
|  | Mixopterus simonsoni                                                       |
|  |                                                                            |
|  | Mixopterus kiaeri                                                          |
|  |                                                                            |

|  | Mixopterus simonsoni |
|  |                      |
|  | Mixopterus kiaeri    |
|  |                      |

|  | Eusarcana scorpionis       |
|  |                            |
|  | Rhinocarcinosoma vaningeni |
|  |                            |

|  | Mixopterus multispinosus                                                   |
|  |                                                                            |
|  | \| \| Mixopterus simonsoni \| \| \| \| \| \| Mixopterus kiaeri \| \| \| \| |
|  |                                                                            |
|  | Mixopterus simonsoni                                                       |
|  |                                                                            |
|  | Mixopterus kiaeri                                                          |
|  |                                                                            |

|  | Mixopterus simonsoni |
|  |                      |
|  | Mixopterus kiaeri    |
|  |                      |

|  | Mixopterus multispinosus                                                   |
|  |                                                                            |
|  | \| \| Mixopterus simonsoni \| \| \| \| \| \| Mixopterus kiaeri \| \| \| \| |
|  |                                                                            |
|  | Mixopterus simonsoni                                                       |
|  |                                                                            |
|  | Mixopterus kiaeri                                                          |
|  |                                                                            |

|  | Mixopterus simonsoni |
|  |                      |
|  | Mixopterus kiaeri    |
|  |                      |

|  | Eusarcana scorpionis       |
|  |                            |
|  | Rhinocarcinosoma vaningeni |
|  |                            |

|  | Mixopterus multispinosus                                                   |
|  |                                                                            |
|  | \| \| Mixopterus simonsoni \| \| \| \| \| \| Mixopterus kiaeri \| \| \| \| |
|  |                                                                            |
|  | Mixopterus simonsoni                                                       |
|  |                                                                            |
|  | Mixopterus kiaeri                                                          |
|  |                                                                            |

|  | Mixopterus simonsoni |
|  |                      |
|  | Mixopterus kiaeri    |
|  |                      |

|  | Mixopterus multispinosus                                                   |
|  |                                                                            |
|  | \| \| Mixopterus simonsoni \| \| \| \| \| \| Mixopterus kiaeri \| \| \| \| |
|  |                                                                            |
|  | Mixopterus simonsoni                                                       |
|  |                                                                            |
|  | Mixopterus kiaeri                                                          |
|  |                                                                            |

|  | Mixopterus simonsoni |
|  |                      |
|  | Mixopterus kiaeri    |
|  |                      |

|  | Carcinosoma newlini  |
|  |                      |
|  | Carcinosoma libertyi |
|  |                      |

|  | Eusarcana acrocephalus |
|  |                        |
|  | Eusarcana scorpionis   |
|  |                        |

|  | Carcinosoma newlini  |
|  |                      |
|  | Carcinosoma libertyi |
|  |                      |

|  | Eusarcana acrocephalus |
|  |                        |
|  | Eusarcana scorpionis   |
|  |                        |

|  | Carcinosoma newlini  |
|  |                      |
|  | Carcinosoma libertyi |
|  |                      |

|  | Eusarcana acrocephalus |
|  |                        |
|  | Eusarcana scorpionis   |
|  |                        |

|  | Carcinosoma newlini  |
|  |                      |
|  | Carcinosoma libertyi |
|  |                      |

|  | Eusarcana acrocephalus |
|  |                        |
|  | Eusarcana scorpionis   |
|  |                        |

|  | Carcinosoma newlini  |
|  |                      |
|  | Carcinosoma libertyi |
|  |                      |

|  | Eusarcana acrocephalus |
|  |                        |
|  | Eusarcana scorpionis   |
|  |                        |

|  | Carcinosoma newlini  |
|  |                      |
|  | Carcinosoma libertyi |
|  |                      |

|  | Eusarcana acrocephalus |
|  |                        |
|  | Eusarcana scorpionis   |
|  |                        |

|  | Carcinosoma newlini  |
|  |                      |
|  | Carcinosoma libertyi |
|  |                      |

|  | Eusarcana acrocephalus |
|  |                        |
|  | Eusarcana scorpionis   |
|  |                        |

|  | Carcinosoma newlini  |
|  |                      |
|  | Carcinosoma libertyi |
|  |                      |

|  | Eusarcana acrocephalus |
|  |                        |
|  | Eusarcana scorpionis   |
|  |                        |

|  | Carcinosoma newlini  |
|  |                      |
|  | Carcinosoma libertyi |
|  |                      |

|  | Eusarcana acrocephalus |
|  |                        |
|  | Eusarcana scorpionis   |
|  |                        |

|  | Carcinosoma newlini  |
|  |                      |
|  | Carcinosoma libertyi |
|  |                      |

|  | Eusarcana acrocephalus |
|  |                        |
|  | Eusarcana scorpionis   |
|  |                        |

|  | Carcinosoma newlini  |
|  |                      |
|  | Carcinosoma libertyi |
|  |                      |

|  | Eusarcana acrocephalus |
|  |                        |
|  | Eusarcana scorpionis   |
|  |                        |

|  | Carcinosoma newlini  |
|  |                      |
|  | Carcinosoma libertyi |
|  |                      |

|  | Eusarcana acrocephalus |
|  |                        |
|  | Eusarcana scorpionis   |
|  |                        |

|  | Carcinosoma newlini  |
|  |                      |
|  | Carcinosoma libertyi |
|  |                      |

|  | Eusarcana acrocephalus |
|  |                        |
|  | Eusarcana scorpionis   |
|  |                        |

|  | Carcinosoma newlini  |
|  |                      |
|  | Carcinosoma libertyi |
|  |                      |

|  | Eusarcana acrocephalus |
|  |                        |
|  | Eusarcana scorpionis   |
|  |                        |

|  | Carcinosoma newlini  |
|  |                      |
|  | Carcinosoma libertyi |
|  |                      |

|  | Eusarcana acrocephalus |
|  |                        |
|  | Eusarcana scorpionis   |
|  |                        |

|  | Carcinosoma newlini  |
|  |                      |
|  | Carcinosoma libertyi |
|  |                      |

|  | Eusarcana acrocephalus |
|  |                        |
|  | Eusarcana scorpionis   |
|  |                        |

|  | Carcinosoma newlini  |
|  |                      |
|  | Carcinosoma libertyi |
|  |                      |

|  | Eusarcana acrocephalus |
|  |                        |
|  | Eusarcana scorpionis   |
|  |                        |

|  | Carcinosoma newlini  |
|  |                      |
|  | Carcinosoma libertyi |
|  |                      |

|  | Eusarcana acrocephalus |
|  |                        |
|  | Eusarcana scorpionis   |
|  |                        |

|  | Carcinosoma newlini  |
|  |                      |
|  | Carcinosoma libertyi |
|  |                      |

|  | Eusarcana acrocephalus |
|  |                        |
|  | Eusarcana scorpionis   |
|  |                        |

|  | Carcinosoma newlini  |
|  |                      |
|  | Carcinosoma libertyi |
|  |                      |

|  | Eusarcana acrocephalus |
|  |                        |
|  | Eusarcana scorpionis   |
|  |                        |

|  | Carcinosoma newlini  |
|  |                      |
|  | Carcinosoma libertyi |
|  |                      |

|  | Eusarcana acrocephalus |
|  |                        |
|  | Eusarcana scorpionis   |
|  |                        |

|  | Carcinosoma newlini  |
|  |                      |
|  | Carcinosoma libertyi |
|  |                      |

|  | Eusarcana acrocephalus |
|  |                        |
|  | Eusarcana scorpionis   |
|  |                        |

|  | Carcinosoma newlini  |
|  |                      |
|  | Carcinosoma libertyi |
|  |                      |

|  | Eusarcana acrocephalus |
|  |                        |
|  | Eusarcana scorpionis   |
|  |                        |

|  | Carcinosoma newlini  |
|  |                      |
|  | Carcinosoma libertyi |
|  |                      |

|  | Eusarcana acrocephalus |
|  |                        |
|  | Eusarcana scorpionis   |
|  |                        |

|  | Carcinosoma newlini  |
|  |                      |
|  | Carcinosoma libertyi |
|  |                      |

|  | Eusarcana acrocephalus |
|  |                        |
|  | Eusarcana scorpionis   |
|  |                        |

|  | Carcinosoma newlini  |
|  |                      |
|  | Carcinosoma libertyi |
|  |                      |

|  | Eusarcana acrocephalus |
|  |                        |
|  | Eusarcana scorpionis   |
|  |                        |

|  | Carcinosoma newlini  |
|  |                      |
|  | Carcinosoma libertyi |
|  |                      |

|  | Eusarcana acrocephalus |
|  |                        |
|  | Eusarcana scorpionis   |
|  |                        |

|  | Carcinosoma newlini  |
|  |                      |
|  | Carcinosoma libertyi |
|  |                      |

|  | Eusarcana acrocephalus |
|  |                        |
|  | Eusarcana scorpionis   |
|  |                        |

|  | Carcinosoma newlini  |
|  |                      |
|  | Carcinosoma libertyi |
|  |                      |

|  | Eusarcana acrocephalus |
|  |                        |
|  | Eusarcana scorpionis   |
|  |                        |

|  | Carcinosoma newlini  |
|  |                      |
|  | Carcinosoma libertyi |
|  |                      |

|  | Eusarcana acrocephalus |
|  |                        |
|  | Eusarcana scorpionis   |
|  |                        |

|  | Carcinosoma newlini  |
|  |                      |
|  | Carcinosoma libertyi |
|  |                      |

|  | Eusarcana acrocephalus |
|  |                        |
|  | Eusarcana scorpionis   |
|  |                        |

|  | Carcinosoma newlini  |
|  |                      |
|  | Carcinosoma libertyi |
|  |                      |

|  | Eusarcana acrocephalus |
|  |                        |
|  | Eusarcana scorpionis   |
|  |                        |

|  | Carcinosoma newlini  |
|  |                      |
|  | Carcinosoma libertyi |
|  |                      |

|  | Eusarcana acrocephalus |
|  |                        |
|  | Eusarcana scorpionis   |
|  |                        |

|  | Carcinosoma newlini  |
|  |                      |
|  | Carcinosoma libertyi |
|  |                      |

|  | Eusarcana acrocephalus |
|  |                        |
|  | Eusarcana scorpionis   |
|  |                        |

|  | Carcinosoma newlini  |
|  |                      |
|  | Carcinosoma libertyi |
|  |                      |

|  | Eusarcana acrocephalus |
|  |                        |
|  | Eusarcana scorpionis   |
|  |                        |

|  | Carcinosoma newlini  |
|  |                      |
|  | Carcinosoma libertyi |
|  |                      |

|  | Eusarcana acrocephalus |
|  |                        |
|  | Eusarcana scorpionis   |
|  |                        |

|  | Carcinosoma newlini  |
|  |                      |
|  | Carcinosoma libertyi |
|  |                      |

|  | Eusarcana acrocephalus |
|  |                        |
|  | Eusarcana scorpionis   |
|  |                        |

|  | Carcinosoma newlini  |
|  |                      |
|  | Carcinosoma libertyi |
|  |                      |

|  | Eusarcana acrocephalus |
|  |                        |
|  | Eusarcana scorpionis   |
|  |                        |

|  | Carcinosoma newlini  |
|  |                      |
|  | Carcinosoma libertyi |
|  |                      |

|  | Eusarcana acrocephalus |
|  |                        |
|  | Eusarcana scorpionis   |
|  |                        |

|  | Carcinosoma newlini  |
|  |                      |
|  | Carcinosoma libertyi |
|  |                      |

|  | Eusarcana acrocephalus |
|  |                        |
|  | Eusarcana scorpionis   |
|  |                        |

|  | Carcinosoma newlini  |
|  |                      |
|  | Carcinosoma libertyi |
|  |                      |

|  | Eusarcana acrocephalus |
|  |                        |
|  | Eusarcana scorpionis   |
|  |                        |

|  | Carcinosoma newlini  |
|  |                      |
|  | Carcinosoma libertyi |
|  |                      |

|  | Eusarcana acrocephalus |
|  |                        |
|  | Eusarcana scorpionis   |
|  |                        |

|  | Carcinosoma newlini  |
|  |                      |
|  | Carcinosoma libertyi |
|  |                      |

|  | Eusarcana acrocephalus |
|  |                        |
|  | Eusarcana scorpionis   |
|  |                        |

|  | Carcinosoma newlini  |
|  |                      |
|  | Carcinosoma libertyi |
|  |                      |

|  | Eusarcana acrocephalus |
|  |                        |
|  | Eusarcana scorpionis   |
|  |                        |

|  | Carcinosoma newlini  |
|  |                      |
|  | Carcinosoma libertyi |
|  |                      |

|  | Eusarcana acrocephalus |
|  |                        |
|  | Eusarcana scorpionis   |
|  |                        |

|  | Carcinosoma newlini  |
|  |                      |
|  | Carcinosoma libertyi |
|  |                      |

|  | Eusarcana acrocephalus |
|  |                        |
|  | Eusarcana scorpionis   |
|  |                        |

|  | Carcinosoma newlini  |
|  |                      |
|  | Carcinosoma libertyi |
|  |                      |

|  | Eusarcana acrocephalus |
|  |                        |
|  | Eusarcana scorpionis   |
|  |                        |

|  | Carcinosoma newlini  |
|  |                      |
|  | Carcinosoma libertyi |
|  |                      |

|  | Eusarcana acrocephalus |
|  |                        |
|  | Eusarcana scorpionis   |
|  |                        |

|  | Carcinosoma newlini  |
|  |                      |
|  | Carcinosoma libertyi |
|  |                      |

|  | Eusarcana acrocephalus |
|  |                        |
|  | Eusarcana scorpionis   |
|  |                        |

|  | Carcinosoma newlini  |
|  |                      |
|  | Carcinosoma libertyi |
|  |                      |

|  | Eusarcana acrocephalus |
|  |                        |
|  | Eusarcana scorpionis   |
|  |                        |

|  | Carcinosoma newlini  |
|  |                      |
|  | Carcinosoma libertyi |
|  |                      |

|  | Eusarcana acrocephalus |
|  |                        |
|  | Eusarcana scorpionis   |
|  |                        |

|  | Carcinosoma newlini  |
|  |                      |
|  | Carcinosoma libertyi |
|  |                      |

|  | Eusarcana acrocephalus |
|  |                        |
|  | Eusarcana scorpionis   |
|  |                        |

|  | Carcinosoma newlini  |
|  |                      |
|  | Carcinosoma libertyi |
|  |                      |

|  | Eusarcana acrocephalus |
|  |                        |
|  | Eusarcana scorpionis   |
|  |                        |

|  | Carcinosoma newlini  |
|  |                      |
|  | Carcinosoma libertyi |
|  |                      |

|  | Eusarcana acrocephalus |
|  |                        |
|  | Eusarcana scorpionis   |
|  |                        |

|  | Carcinosoma newlini  |
|  |                      |
|  | Carcinosoma libertyi |
|  |                      |

|  | Eusarcana acrocephalus |
|  |                        |
|  | Eusarcana scorpionis   |
|  |                        |

|  | Carcinosoma newlini  |
|  |                      |
|  | Carcinosoma libertyi |
|  |                      |

|  | Eusarcana acrocephalus |
|  |                        |
|  | Eusarcana scorpionis   |
|  |                        |

|  | Carcinosoma newlini  |
|  |                      |
|  | Carcinosoma libertyi |
|  |                      |

|  | Eusarcana acrocephalus |
|  |                        |
|  | Eusarcana scorpionis   |
|  |                        |

|  | Carcinosoma newlini  |
|  |                      |
|  | Carcinosoma libertyi |
|  |                      |

|  | Eusarcana acrocephalus |
|  |                        |
|  | Eusarcana scorpionis   |
|  |                        |

|  | Carcinosoma newlini  |
|  |                      |
|  | Carcinosoma libertyi |
|  |                      |

|  | Eusarcana acrocephalus |
|  |                        |
|  | Eusarcana scorpionis   |
|  |                        |

|  | Carcinosoma newlini  |
|  |                      |
|  | Carcinosoma libertyi |
|  |                      |

|  | Eusarcana acrocephalus |
|  |                        |
|  | Eusarcana scorpionis   |
|  |                        |

|  | Carcinosoma newlini  |
|  |                      |
|  | Carcinosoma libertyi |
|  |                      |

|  | Eusarcana acrocephalus |
|  |                        |
|  | Eusarcana scorpionis   |
|  |                        |

|  | Carcinosoma newlini  |
|  |                      |
|  | Carcinosoma libertyi |
|  |                      |

|  | Eusarcana acrocephalus |
|  |                        |
|  | Eusarcana scorpionis   |
|  |                        |

|  | Carcinosoma newlini  |
|  |                      |
|  | Carcinosoma libertyi |
|  |                      |

|  | Eusarcana acrocephalus |
|  |                        |
|  | Eusarcana scorpionis   |
|  |                        |

|  | Carcinosoma newlini  |
|  |                      |
|  | Carcinosoma libertyi |
|  |                      |

|  | Eusarcana acrocephalus |
|  |                        |
|  | Eusarcana scorpionis   |
|  |                        |

## Paleobiologia

O tamanho da Eusarcana scorpionis, a maior e mais conhecida espécie de Eusarcana, comparado com um ser humano

As características de Eusarcana indicam que seu estilo de vida era completamente diferente de muitos outros euriptéridos nadadores, como Eurypterus. Ao caminhar, Eusarcana provavelmente teria levantado a parte frontal da cabeça, que continha os olhos, acima do solo, como indicado pelo maior tamanho das pernas de locomoção dianteiras e pela posição dos olhos. Em contraste, Eurypterus teria mantido sua cabeça, larga e em forma de pá, baixa no chão enquanto caminhava. Além disso, as pernas de locomoção de Eusarcana são mais poderosas do que as de Eurypterus em geral. As pernas diminuem de força quanto mais para trás estão, indicando que havia uma ênfase em levantar a frente da carapaça. Em Eurypterus, as pernas são mais longas quanto mais para trás estão, o que indica que teria uma ênfase em manter a cabeça baixa.
As pernas natatórias de Eusarcana eram poderosamente desenvolvidas, com nadadeiras mais longas e mais largas do que as de Eurypterus, o que corresponde ao fato de Eusarcana ser um gênero de euriptéridos mais largo e pesado.

### Espigão da cauda

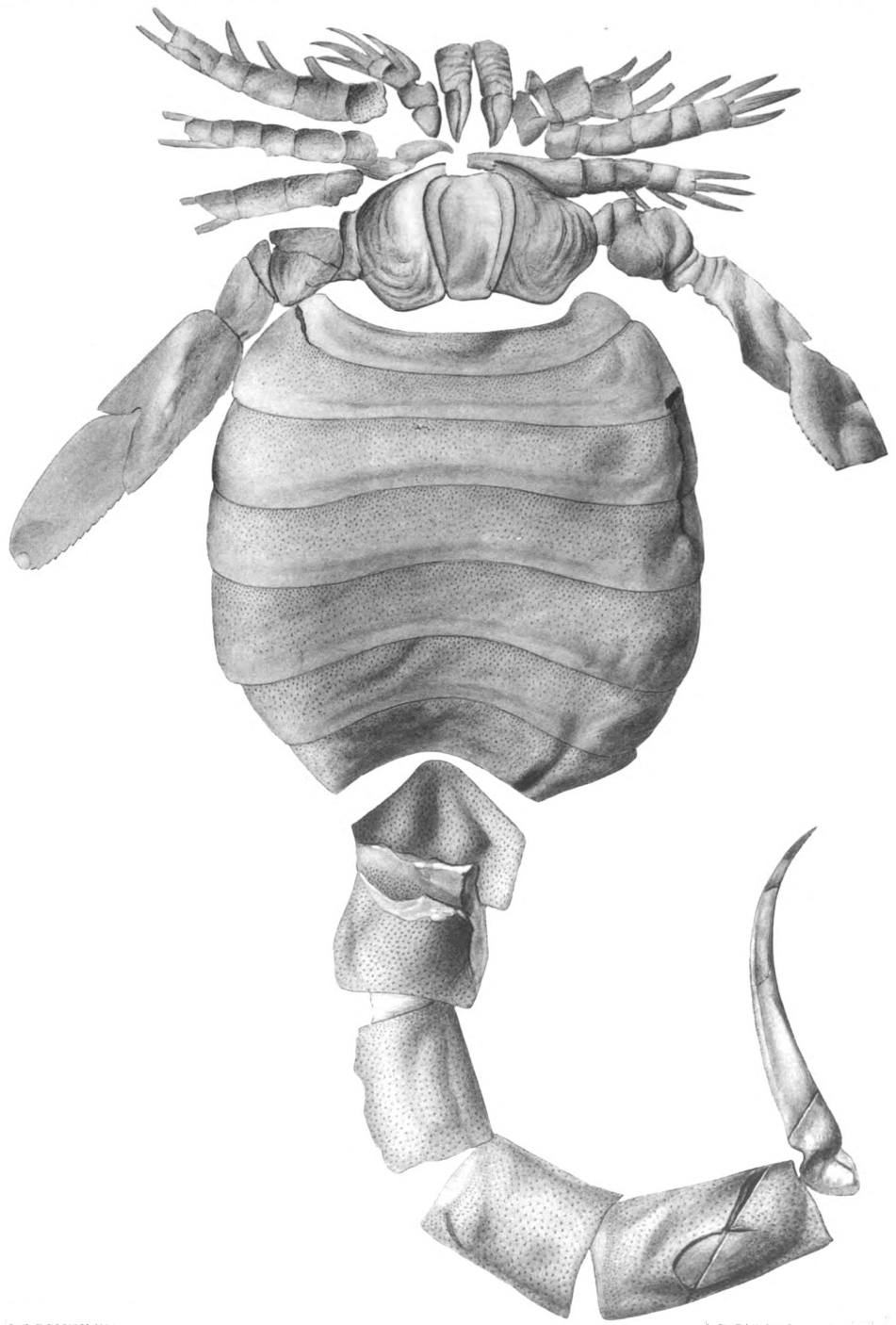
Espécime fóssil de Eusarcana scorpionis com espinho caudal intacto

Na fauna de Buffalo da idade Pridoliana, onde Eusarcana scorpionis viveu, ele representava um dos maiores membros do ecossistema, sendo pelo menos metade do comprimento dos maiores euriptéridos predadores do gênero Pterygotus. Como Eusarcana não possuía pinças grandes e poderosas como os maiores euriptéridos  pterigotídeos, que não só representavam potenciais competidores, mas também predadores perigosos, o único órgão óbvio que poderia usar para defesa era o espigão caudal pontiagudo e afiado.
A cauda afilada é tão longa e estendida que excede as partes principais do corpo, a cabeça e o abdômen, em comprimento. O fato de a cauda ter sido preservada como curvada em vários espécimes fósseis prova que ela teria sido flexível em vida, com a aparente curvatura do espigão em sua extremidade tornando-a uma arma perigosa. Se curvado para a frente sobre o resto do corpo, o espigão seria posicionado com sua ponta virada para cima, agindo efetivamente de forma semelhante a uma cimitarra.
A semelhança entre o espigão de Eusarcana e o de escorpiões abre a possibilidade de que o espigão da cauda pudesse possivelmente ter glândulas de veneno. Embora o estado em que os espécimes foram preservados não permita a determinação da ausência ou presença de um canal de veneno ou poros para transferir o veneno para vítimas potenciais, a forma de Eusarcana sugere que era um animal bastante lento e inativo, que não era muito ágil, possivelmente adaptado para cavar ou para a predação de emboscada. Em tal estilo de vida, um espigão caudal venenoso e ágil ajudaria muito na captura de presas e na defesa, na ausência de outros órgãos preênseis e poderosos de longo alcance.

### Ecologia

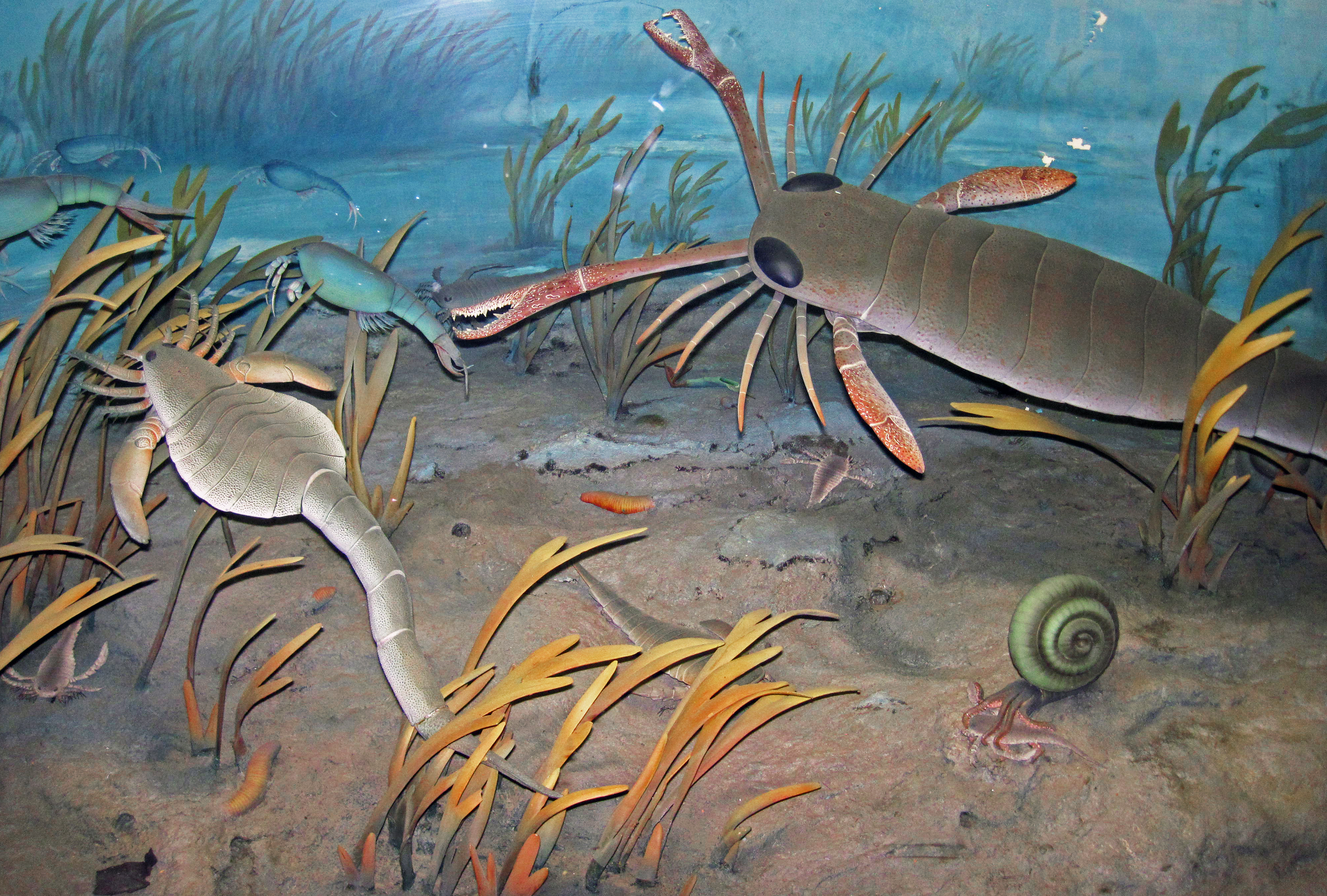
Modelo de restauração de Eusarcana no fundo do mar siluriano, juntamente com outros euriptéridos e animais

Como uma considerável maioria das espécies de euriptéridos descritas são conhecidas do Siluriano, particularmente do Siluriano tardio, os pesquisadores concluíram que o grupo atingiu o pico de diversidade e número durante este período. Faunas complexas de euriptéridos, compreendendo várias espécies diferentes em diferentes papéis ecológicos, são típicas do período. Todas as espécies de Eusarcana descritas até agora ocorrem juntamente com outras espécies de euriptéridos. Eusarcana acrocephalus é conhecido tanto do Siluriano quanto do Devoniano da República Tcheca, com uma diferença um tanto aparente em outra fauna, dependendo do período de tempo. Os E. acrocephalus do Devoniano ocorrem juntamente com outros euriptéridos Slimonia, Pterygotus e  Acutiramus, bem como com vários trilobitas (incluindo Crotalocephalina [en], Otarion, Warburgella, Proetus [en], Tropidocare, Leonaspis [en] e Ceratocephala [en]), crustáceos (incluindo Ceratiocaris [en] e Aristozoe), ostracodes, conodontes, gastrópodes e crinoides. A fauna da idade Siluriana da mesma área geral, também preservando Eusarcana acrocephalus, abrigava outros euriptéridos Erettopterus, Pterygotus e Acutiramus, uma assembleia menos diversa de trilobitas (Otarion, Scharyia e Prionopeltis), o crustáceo Ceratiocaris, cefalópodes (incluindo Cycloceras [en] e Corbuloceras), ostracodes, gastrópodes, crinoides, conodontes e bivalves.
Eusarcana obesus do Siluriano do Reino Unido vivia em um ambiente marinho que também abrigava outros euriptéridos Nanahughmilleria, Pterygotus, Slimonia, Carcinosoma, Parastylonurus [en] e Erettopterus, bem como crustáceos filocáridos, xifossúrios, gastrópodes e o peixe anáspide Birkenia [en]. Em depósitos do Siluriano de Nova Iorque, Eusarcana scorpionis ocorre juntamente com uma fauna diversificada de euriptéridos composta por Buffalopterus [en], Dolichopterus [en], Erettopterus, Eurypterus, Pterygotus e Acutiramus. Também estavam presentes xifossúrios, crustáceos (Gonatocaris), ostracodes, bivalves, gastrópodes e cefalópodes. Euriptéridos carcinossomatídeos como Eusarcana estavam entre os euriptéridos mais marinhos, conhecidos de depósitos que já foram recifes, alguns em ambientes lagunares e águas mais profundas.

## Referencias
1. 1 2 3 4 5 6 7 8 9 10 11  «The Eurypterida of New York/Volume 1/Eurypteridae - Wikisource, the free online library». en.wikisource.org (em inglês). Consultado em 11 de junho de 2025
2. ↑  Lamsdell, James C.; Braddy, Simon J. (2009). «Cope's rule and Romer's theory: patterns of diversity and gigantism in eurypterids and Palaeozoic vertebrates». Biology Letters. 6 (2): 265–269. ISSN 1744-9561. PMC 2865068. PMID 19828493. doi:10.1098/rsbl.2009.0700. Supplemental material
3. 1 2  Budil, Petr; Manda, Š; Tetlie, O.E. (19 de maio de 2014). «Silurian carcinosomatid eurypterids from the Prague Basin (Czech Republic)». Bulletin of Geosciences. 89: 257–267. doi:10.3140/bull.geosci.1440
4. ↑  «Dictionary.com | Meanings & Definitions of English Words». Dictionary.com (em inglês). Consultado em 11 de junho de 2025. Cópia arquivada em 17 de fevereiro de 2025
5. ↑  «Dictionary.com | Meanings & Definitions of English Words». Dictionary.com (em inglês). Consultado em 11 de junho de 2025. Cópia arquivada em 15 de março de 2025
6. 1 2 3 4 5 6 7 8  Dunlop, Jason A.; Lamsdell, James C. (2012). «Nomenclatural notes on the eurypterid family Carcinosomatidae». Zoosystematics and Evolution (em inglês). 88 (1): 19–24. ISSN 1435-1935. doi:10.1002/zoos.201200003
7. ↑  Woodward, Henry (1 de fevereiro de 1868). «On some New Species of Crustacea from the Upper Silurian Rocks of Lanarkshire &c.; and further observations on the Structure of Pterygotus». Quarterly Journal of the Geological Society (em inglês). 24 (1–2): 289–296. ISSN 0370-291X. doi:10.1144/GSL.JGS.1868.024.01-02.36
8. ↑  James, Lamsdell (31 de maio de 2014). «Selectivity in the evolution of Palaeozoic arthropod groups, with focus on mass extinctions and radiations: a phylogenetic approach» (em inglês)
9. ↑  Laurie, Malcolm (1900). «XIX.—On a Silurian Scorpion and some additional Eurypterid Remains from the Pentland Hills». Earth and Environmental Science Transactions of the Royal Society of Edinburgh (em inglês). 39 (3): 575–590. doi:10.1017/S0080456800035109
10. ↑  Dunlop, J. A.; Penney, D.; Jekel, D. (2015). «A summary list of fossil spiders and their relatives (version 16.0)» (PDF). World Spider Catalog
11. 1 2  Lamsdell, James C.; Briggs, Derek E. G.; Liu, Huaibao; Witzke, Brian J.; McKay, Robert M. (1 de Setembro de 2015). «The oldest described eurypterid: a giant Middle Ordovician (Darriwilian) megalograptid from the Winneshiek Lagerstätte of Iowa». BMC Evolutionary Biology. 15. 169 páginas. Bibcode:2015BMCEE..15..169L. PMC 4556007. PMID 26324341. doi:10.1186/s12862-015-0443-9
12. 1 2  Tetlie OE (2007). «Distribution and dispersal history of Eurypterida (Chelicerata)» (PDF). Palaeogeography, Palaeoclimatology, Palaeoecology. 252 (3–4): 557–574. Bibcode:2007PPP...252..557T. doi:10.1016/j.palaeo.2007.05.011. Arquivado do original (PDF) em 18 de julho de 2011
13. ↑  O'Connell M. The Habitat of the Eurypterida. [S.l.: s.n.]
14. ↑  «Platy limestone-shale facies, lower Lochkovian, Barrandian S-D boundary section (Devonian of Czech Republic)». fossilworks.org. Consultado em 17 de Dezembro de 2021 [ligação inativa]
15. ↑  «Platy limestone-shale facies, Upper Pridolian, Barrandian S-D boundary section (Silurian of Czech Republic)». fossilworks.org. Consultado em 17 de Dezembro de 2021 [ligação inativa]
16. ↑  «Eurypterid-Associated Biota of the Kip Burn Fm., Lesmahagow, Scotland (Silurian to of the United Kingdom)». fossilworks.org. Consultado em 17 de Dezembro de 2021 [ligação inativa]
17. ↑  «Eurypterid-Associated Biota of the Williamsville Member, Buffalo, New York (Silurian of the United States)». fossilworks.org. Consultado em 17 de Dezembro de 2021. Cópia arquivada em 5 de Abril de 2023
18. ↑  Thanh, Tống Duy; Janvier, P.; Truong, Đoàn Nhật; Braddy, Simon (1994). «New vertebrate remains associated with Eurypterids from the Devonian Do Son Formation Vietnam». Journal of Geology. 3–4: 1–11
19. ↑  Ciurca, Samuel J. (1992). «New occurrences of Silurian eurypterids (Carcinosomatidae) in Pennsylvania, Ohio and New York». The Paleontological Society Special Publications (em inglês). 6. 57 páginas. ISSN 2475-2622. doi:10.1017/S2475262200006171
20. ↑  Tetlie, O. Erik (3 de Setembro de 2007). «Distribution and dispersal history of Eurypterida (Chelicerata)». Palaeogeography, Palaeoclimatology, Palaeoecology (em inglês). 252 (3–4): 557–574. Bibcode:2007PPP...252..557T. ISSN 0031-0182. doi:10.1016/j.palaeo.2007.05.011